# Wilhelm Donaubauer
Wilhelm Donaubauer (* 25. März 1866 in Ingolstadt; † 13. September 1949 in Fürstenfeldbruck) war ein deutscher Architekt und Künstler.

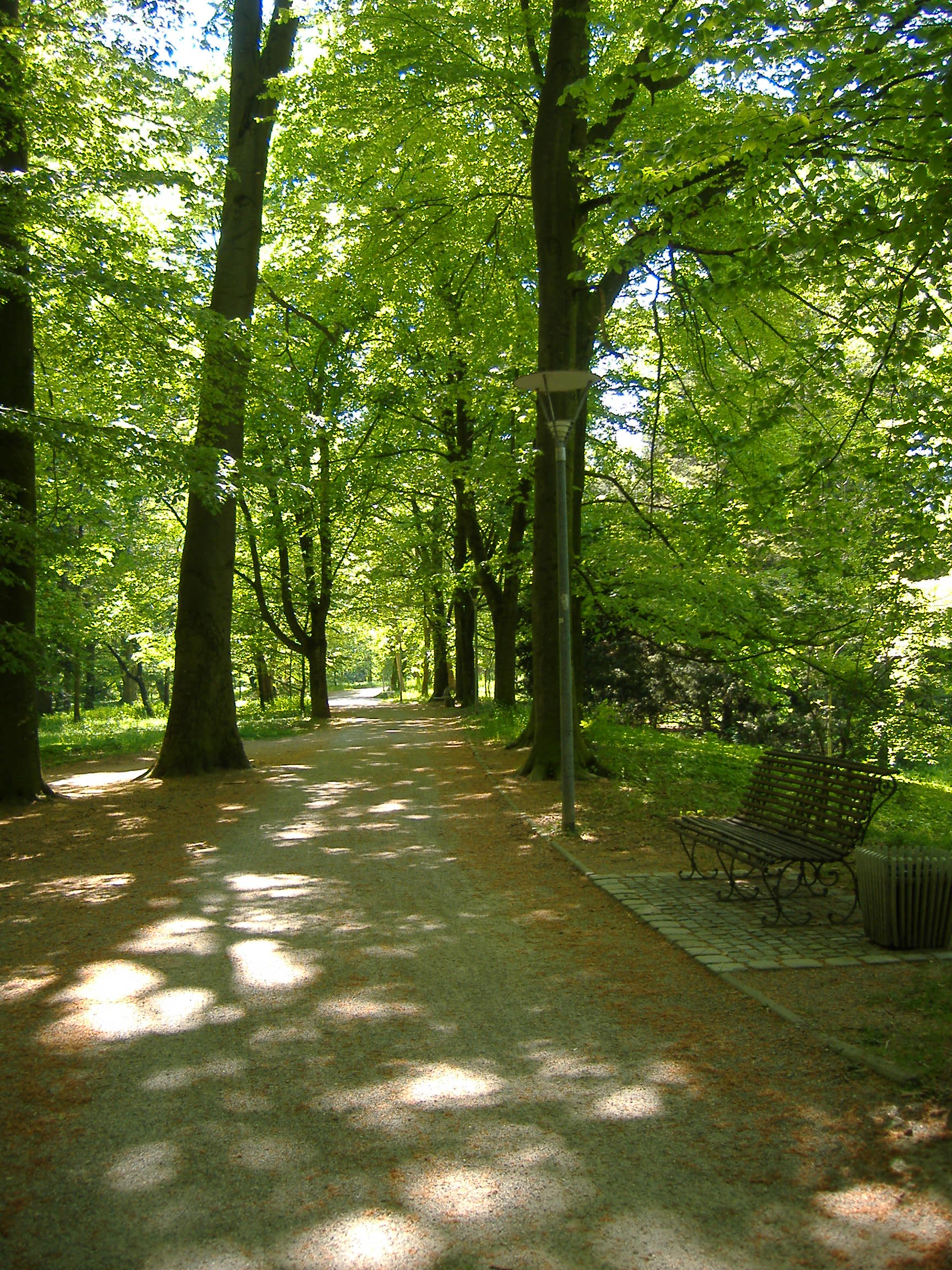
Luitpoldpark, Ingolstadt

## Werdegang
Wilhelm Donaubauer wuchs als Sohn der Bierbrauerstochter Franziska Donaubauer und des Leutnants im Genieregiment, Wilhelm Popp, auf. 1876 besuchte er die Königliche Lateinschule Ingolstadt und wechselte 1877 an das Humanistische Gymnasium St. Stephan Augsburg. Danach studierte Donaubauer Architektur und Innendekoration bei Gabriel von Seidl und 1889 an der Münchner Akademie in der Naturklasse von Nikolaus Gysis.
Nach dem Studium war er tätig in München und Mitglied der Künstlervereinigung unter Luitpold von Bayern. 1905 heiratete er Emma Justine Mayer. Er kehrte für die Jahre von 1905 bis 1918 als Kunstmaler nach Ingolstadt zurück. 1918 übernahm Johannes Eppelein das Atelier in der Harderstraße 25, als Donaubauer nach Starnberg umzog. Um 1920 zog er nach Fürstenfeldbruck, wo er sich als freier Maler niederließ. 1924 war Wilhelm Donaubauer Mitbegründer der Künstlervereinigung Fürstenfeldbruck.

## Werk
Bauten
- 1905–1910: Luitpoldpark, Ingolstadt[3]
- 1937: Stadterhebungsdenkmal, Fürstenfeldbruck[4][5]

Malerei
- 1910: Blick in die Pfarrgasse mit Zehenthof, im Hintergrund Pfeifturm und St. Moritz
- zw. 1905 und 1918: Burg Nassenfels[6]
- 1920: Blick vom Süden über die Donau auf die Altstadt und Donaubrücke
- 1920: Blick Richtung Westen aus dem Auwald auf die Altstadt
- 1928: Ottostraße mit Apotheke und Basilika
- Ansicht von Nürnberg mit dem Henkersteg
- Am Waldesrand
- Kornfeld mit Mohnblumen

## Ausstellungen
- 2011: Ingolstädter Ansichten 1880–1960, Stadtmuseum Ingolstadt.